# Hillel Bakis
 (décembre 2021).
La mise en forme du texte ne suit pas les recommandations de Wikipédia : il faut le « wikifier ».
Les points d'amélioration suivants sont les cas les plus fréquents. Le détail des points à revoir est peut-être précisé sur la page de discussion.
- Les titres sont pré-formatés par le logiciel. Ils ne sont ni en capitales, ni en gras.
- Le texte ne doit pas être écrit en capitales (les noms de famille non plus), ni en gras, ni en italique, ni en « petit »…
- Le gras n'est utilisé que pour surligner le titre de l'article dans l'introduction, une seule fois.
- L'italique est rarement utilisé : mots en langue étrangère, titres d'œuvres, noms de bateaux, etc.
- Les citations ne sont pas en italique mais en corps de texte normal. Elles sont entourées par des guillemets français : « et ».
- Les listes à puces sont à éviter, des paragraphes rédigés étant largement préférés. Les tableaux sont à réserver à la présentation de données structurées (résultats, etc.).
- Les appels de note de bas de page (petits chiffres en exposant, introduits par l'outil «  Source ») sont à placer entre la fin de phrase et le point final[comme ça].
- Les liens internes (vers d'autres articles de Wikipédia) sont à choisir avec parcimonie. Créez des liens vers des articles approfondissant le sujet. Les termes génériques sans rapport avec le sujet sont à éviter, ainsi que les répétitions de liens vers un même terme.
- Les liens externes sont à placer uniquement dans une section « Liens externes », à la fin de l'article. Ces liens sont à choisir avec parcimonie suivant les règles définies. Si un lien sert de source à l'article, son insertion dans le texte est à faire par les notes de bas de page.
- La présentation des références doit suivre les conventions bibliographiques. Il est recommandé d'utiliser les modèles {{Ouvrage}}, {{Chapitre}}, {{Article}}, {{Lien web}} et/ou {{Bibliographie}}. Le mode d'édition visuel peut mettre en forme automatiquement les références.
- Insérer une infobox (cadre d'informations à droite) n'est pas obligatoire pour parachever la mise en page.

Pour une aide détaillée, merci de consulter Aide:Wikification.
Si vous pensez que ces points ont été résolus, vous pouvez retirer ce bandeau et améliorer la mise en forme d'un autre article.
Hillel Henry Bakis (hébreu : הלל בקיש) est un auteur et un éditeur né en 1949 à Bône (Algérie) qui a vécu en France depuis 1962  et qui vit en Israël depuis 2015).

## L’auteur
Hillel Bakis traite de sujets en relation avec le judaïsme et les traditions juives (exégèse et liturgie mais aussi grammaire, folklore, etc).
Ses écrits visent à transmettre le judaïsme et ses traditions par une pédagogie adaptée pour chaque âge (fables, contes et roman, exégèse). Il traite divers aspects dont le vocabulaire, la grammaire, les procédés rabbiniques de l’interprétation du texte biblique (ce qu'il nomme la "boite à outils fournie par la Torah orale pour permettre l’accès à la Torah écrite") .

### Contes, fables
Bakis recueille  et rédige des contes, récits  et fables  contribuant au recensement et à la conservation de traditions narratives orales et du folklore juif, notamment d’Afrique du Nord. Certains de ces textes rappellent les récits des Mille et une nuits. D’autres retracent des faits marquants de la vie de sages des temps passés et des scènes de la vie quotidienne au Maghreb, de la foi, des pèlerinages, mais aussi d’un vécu baignant dans une atmosphère faite de merveilleux « où le miracle vient côtoyer des situations banales de l'existence » (G. Touaty 2005).
Les fables de Bakis réunissent des histoires mettant en scène des animaux (dont celles du renard et du loup, telles que racontées par des maîtres du Talmud).

### Exégèse et méthodologie de l’interprétation rabbinique
Hillel Bakis est l’auteur d'un commentaire du Pentateuque en cinq volumes (2013a à 2013e) qualifié d'"ouvrage d’érudition dont l’intérêt didactique est évident…". Le lecteur « trouvera des réponses satisfaisantes… grâce à un maître qui le fera tourbillonner dans les allées fascinantes du paradis spirituel, le PARDES, acronyme des premières lettres du pchat, du rémez, du drach et du sod, les quatre méthodes de l’herméneutique juive.»
Il a prolongé son commentaire du Pentateuque par une série d’ouvrages destinées à éclairer la compréhension des Prophètes bibliques, en suivant les lectures des fêtes, des jeûnes et des chabbats (2017, 2018a, 2018b, 2019, 2020a, 2023a). Cette série a été considérée comme « une Encyclopédie de la Tradition juive... Avec un soin particulier, [l'auteur] détaille chaque verset de la haftara qu'il traduit en nous restituant son contexte historique, social et spirituel, ne négligeant ni la grammaire et ni l'apport des Maîtres qui commentèrent la haftara. L'érudition de Hillel Bakis est bien connue à travers les nombreux ouvrages qu'il nous a déjà offerts. Son sens extrême de la précision et son amour du texte qui transpire à chaque page ne laisseront personne indifférent. » 
Ces ouvrages exégétiques ont été complétés par cinq livres méthodologiques : 
- les méthodes rabbiniques de l’interprétation selon la Torah orale (2013f); 
- les fondements grammaticaux (2 013 g). A propos de ce traité de grammaire hébraïque il a été écrit : «l’objectif était ambitieux : rendre en français les règles de la langue hébraïque… cet objectif a été atteint!» ; 
- une initiation à la lecture des  Psaumes (2014). Cet ouvrage ( Pour lire les Psaumes) a été présenté comme suit: « l'auteur surprend par l'à propos de son commentaire: il aborde le côté grammatical, n'hésite pas à rapporter les autres commentateurs et à les critiquer, explique la portée morale des versets étudiés, et finit par apporter au lecteur une idée complète de la texture des versets » ; « Hillel Bakis a traduit chaque verset… donnant une lecture précise de chaque mot, en tenant compte de sa structure grammaticale, tout en l’expliquant » ;
- Un inventaire détaillé des unités de mesure (longueur, surface, volume, poids, valeurs monétaires, temps, température) et des monnaies citées dans la Bible et du Talmud avec de nombreux exemples d'utilisation dans la halakha (2021d). A propos de cet ouvrage, Feïga Lubecki écrit: que ce livre "fait honneur à la bibliographie juive française" .
- Un manuel pour l'apprentissage des cursives séfarades, complété par la création de nouvelles polices hébraïques (séfarades, maghrébines et orientales) (2023).

### Liturgie
Dans son livre méthodologique sur la lecture des Psaumes, Hillel Bakis donne des précisions sur la cantillation des livres poétiques (Psaumes), distincte de celle des livres prosodiques (Pentateuque, Prophètes, etc.) .
Dans sa série "Comprendre la haftara", sur les prophètes, il précise les coutumes de lecture des différentes communautés.
Son étude sur le nouvel-an des arbres (Tou Bichvat) détaille les différentes coutumes et la progression de la célébration. On y trouve l'essentiel pour préparer et célébrer le nouvel an des arbres (séder, bénédictions en phonétique et traduites). Il est résumé en un livret de trente-deux pages mis en ligne sur plusieurs sites de référence du judaïsme américain ou francophones . Un résumé en 4 pages est publié annuellement sous le titre Les feuilles du verger (Hotsaat Bakish).

### Roman
Dans son roman "Le Messie est en retard !" (2000) , Hillel Bakis construit une intrigue ayant pour arrière-plan les mutations sociales et technologiques  (Dov d'Acco 2010) . L’action débute en l’an 6000 du calendrier juif, date limite à laquelle le Messie  doit apparaître. Un détective part dans le passé pour comprendre pourquoi le Messie ne s’est toujours pas manifesté.
C’est probablement le seul roman de science-fiction, écrit par un Juif d’Afrique du Nord au vingtième siècle.

### Histoire
Hillel Bakis s'est intéressé à l'histoire des Juifs pendant la Première Guerre mondiale et la Deuxième Guerre mondiale (dont: victimes de la Shoah) à partir d'une importante documentation sur les familles Bakish et apparentées (Afrique du Nord, Chemin des Dames, Verdun, Dardanelles, Bulgarie) .

## L’éditeur
Hillel Bakis dirige l’Institut dédié au Rabbin Isaïe Bakish qu'il fonde en 1987
Il édite des fragments manuscrits de l’œuvre du rabbin-juge Isaïe Bakish un des premiers A'haronim parmi les Sages de Castille au Maroc. Certains des écrits exégétiques d'Esaïe Bakish ont été publiés .
Il préface et édite deux ouvrages: l’un présente le judaïsme médiéval du Sud de la France (2016b); l’autre consiste en une vingtaine de récits tirés du journal d’un juif de Tunis né en 1930 et aspirant à s’installer en Israël.
Hillel Bakis édite également un site internet depuis 2011.
Un rapport d’activités (auteurs et ouvrages publiés par les éditions Hotsaat Bakish entre 1990 et 2017) a été mis à la disposition du public.

## Œuvres
- Récits de Juifs tunisiens sur R’ Pinhas Uzan et sa famille, Éd. Bakish, Kiryat Ata, 1990. 78 pages
- R’ Yesha’ya Bakish Isaïe Bakish,  Fragments - Edition, introduction et notes sur une œuvre rabbinique marocaine manuscrite du XVIe siècle, Éd. Bakish, Kiryat Ata, 1992. 132 p.
- Contes et récits juifs d’Afrique du Nord, Vol. 1- Le fil du temps. Traditions et vie quotidienne, Éd. A.J. Presse, 2000, Les Lilas, 288 p. (107 contes)
- Renard et le loup... et autres fables d’Israël. Éd. Raphaël Jeunesse, 2000, Paris, 63 pages.
- La formule magique de Chalom Chabazi... et autres histoires (co-auteur), Éd. Raphaël Jeunesse, Coll. Miracles aujourd’hui, 2000, Paris, 175 p. (contes des pages 137 à 167)
- Le Messie est en retard ! , Roman, Éd. A.J. Presse, 2000, Les Lilas, 240 pages.
- Téhila lédavid de R’ David Ben Hassine (18ème s.), poète marocain par André E. Elbaz & Ephraïm Hazan, Lod, 759 p. (hébreu) et 193 p. (français), Rubrique « Culture », Actualité juive Hebdo, n° 697, du 29 mars 2001, p. 58
- Folklores d’Israël : un demi-siècle de collecte », Rubrique « Culture », Actualité juive Hebdo, no 707, du 14 juin 2001, p. 49. https://editionsbakish.com/node/1820
- Un seder de Tou Bichevat influencé par la cabale. Ed. Bakish, Montpellier, 2004
- Séder de Tou Bichevat  32 p., Éd. Bakish, Montpellier, 2005
- Contes et récits juifs d’Afrique du Nord, Vol. 2- Les chemins du Ciel. Miracles, Surnaturel, Étrange…, Éd. A.J. Presse, Les Lilas, 2005, 288 p. (97 contes)
- Séder de Tou Bichevat  Edition de 4 p., 2008[35].
- Séder de Tou Bichevat , Edition de 32 p.. 2ème éd., Éd. Bakish, Montpellier, 2009
- 2009b, c, d – Ebooks en ligne : 2009b-http://hebrewbooks.org/42889, Brooklyn ;  2009c-http://www.toratemet.net/image/users/21292/ftp/my_files/toubichvat-hbakis.pdf) ; et 2009d, http://www.chiourim.com/brochure_sur_tou_bichevat_57724849.html .
- Études et Haggadah de Tou BiChevat. Livre d’étude, Éd. Bakish, Montpellier, janv. 2009, XIV-282 p.
- Aimer et comprendre la parole divine : la transmission du judaïsme de l’âge tendre à toujours, 17 novembre 2011, Grande Synagogue de Lyon[36]
- 2013a à 2013e-   La voix de Jacob- les sections hebdomadaires de la Torah d'après la tradition rabbinique. 2ème édition revue et corrigée, Éd. Bakish, Montpellier/Kiryat Ata, 2013. 2013a, Tome 1 Commenter Béréchit (XXVI-216 p.) ; 2013b, T. 2 Commenter Chémot  (XII-190 p.); 2013c, T. 3 Commenter Vayikra (XII-174 p.); 2013d, T. 4 Commenter Bamidbar (XII-182 p.); 2013e, T. 5 Commenter Dévarim (XIV-236 p.) [37].
- 2013f-   Interpréter la Torah. Traditions et méthodes rabbiniques, XIV-282 p. Éd. Bakish, Montpellier
- 2 013 g-   Grammaire hébraïque. Lire la Bible et prier avec exactitude, (avec des précisions de Rav Zécharia Zermati), XVI-420 p. Éd. Bakish, Montpellier
- 2013 – Edition - Rav Zécharia Zermati Quarante-neuf commentaires et éclaircissements grammaticaux originaux [38]. Voir :  H. Bakis,  Grammaire hébraïque  (2 013 g)
- 2014- Pour lire les Psaumes. Étude de l’Alphabéta (Ps. 119). Texte. Phonétique et rythme. Nouvelle traduction. Commentaires. Abrégé grammatical, X-294 p., Éd. Bakish, Montpellier
- 2014-2016– Six contes pour les fêtes : "Actualité juive" (n° de soukot 2014) ; no 1314 du 18 septembre 2014, supplément, p. 42 ; no 1368, 3 déc . 2015, p. 53 ; no 1388, 21 avril 2016, p. 62 ; n° du 27 décembre 2016, http://www.actuj.com/2016-12/judaisme/4459-conte-pour-enfants-le-saumon-de-hanouka
- 2015 – « Tou Bichevat, mode d'emploi », Résumé en une page de l’hebdomadaire Actualité juive, Les Lilas, http://www.actuj.com/2015-02/judaisme/1415-tou-bichevat-mode-d-emploi#
- 2016a – Edition et préface de : William R. Belhassen, Envie d'Alya. Témoignage d'un Juif de Tunis, avril, 22 chapitres, ebook, liens : https://editionsbakish.com/node/1873
- 2016b - Edition et préface de : Y. Maser, Les Rabbins du Sud de la France au Moyen Âge et leurs écrits. Les Sages de Provincia", Hotsaat Bakish, VIII-216 p.
- 2017 - 2020 -  Comprendre la haftara. Les prophètes de l’année juive d’après la tradition rabbinique (Hotsaat Bakish). Partie 1 : הִנֵּה יָמִים בָּאִים  - Un volume: Fêtes, jeûne, chabbat spéciaux; 404 p. 2017 : Partie II: וַתְּחִי רוּחַ  En suivant l’ordre des parachas – II-1. Béréchit, 304 p., 2018a, ; II-2. Chémot, 322 p., 2018b; II-3. Vayikra, 330 p. 2019; II-4.Bamidbar, 292 p. 2020.
- 2020 - Traces manuscrites de l'œuvre de Rabbi Yesha'ya Bakish זצ"ל : un des premiers A'haronim parmi les Sages de Castille au Maroc (v. 1545-v. 1620), ebook, Institut Rabbi Yécha'ya, Editions Bakish, Kiryat Ata, 602 pages, décembre.
- 2021a- Haggadah de Tou Bichevat, 32 p.. 3ème Ed., Montpellier
- 2021b -Traces imprimées de l'œuvre de Rabbi Yesha'ya Bakish זצ"ל : un des premiers A'haronim parmi les Sages de Castille au Maroc (v. 1545-v. 1620), Ebook, Institut Rabbi Yécha'ya, Editions Bakish, Kiryat Ata, 3e ed, 476 pages, avril.
- 2021c -Traces digitales de l'œuvre de Rabbi Yesha'ya Bakish זצ"ל ... (v. 1545-v. 1620), Ebook, Institut Rabbi Yécha'ya, Editions Bakish, Kiryat Ata, 352 pages, juin.
- 2021d - Inventaire des mesures et monnaies de la Bible et du Talmud et leurs implications halakhiques, Institut Rabbi Yécha'ya, Editions Bakish, Montpellier/Kiryat Ata, 484 pages, novembre.
- 2022a- Edition et préface de Envie d'alia. Témoignage d'un Juif de Tunis, de William Rahamim Belhassen. Ebook, Institut Rabbi Yécha'ya, Editions Bakish, Kiryat Ata, 128 pages, janvier.
- 2022b- Haggadah de Tou Bichevat, 32 p.. 4ème Ed. Institut Rabbi Yécha'ya, Editions Bakish, Kiryat Ata.
- 2022c- Les feuilles du Verger. Résumé pratique pour le Nouvel An des arbres. Séder de Tou Bichevat, 4 p.. Institut Rabbi Yécha'ya, Editions Bakish, Kiryat Ata.
- 2022d- Interview par Cathy Chekroun, Qualita, Jérusalem, 16 janvier.
- 2022- Article sur les Simanim des Massoretes a la fin des parachas. Dans Eliyahou Bakis (2022), 'Hout hameshoulash (Heb.), Jérusalem.
- 2023a - Comprendre la haftara : les prophètes de l'année juive d'après la tradition rabbinique Partie 2, tome 5. Les Haftarotes des chabbats de l'année, Dévarim, Kiryat Ata/Montpellier, 320 p (XX-300).
- 2023b- Manuel pour l'apprentissage des cursives séfarades : création de nouvelles polices hébraïques (séfarades, maghrébines et orientales, Hotsaat Bakish, Kiryat Ata, nov. 2023.
- 2023c - Les familles Bakish et apparentées pendant les guerres du XXe siècle. Tome 1: la Première Guerre mondiale (1914-1918), 318 p., février. Hotsaat Bakish.
- 2023d - Les familles Bakish et apparentées pendant les guerres du XXe siècle. Tome 2: La Seconde Guerre mondiale (1939-1945), 378 p., avril. Hotsaat Bakish.
- 2023e - Les familles Bakish et apparentées pendant les guerres du XXe siècle. Tome 3: La Shoa: les victimes (1939-1945), 382 p. juin. Hotsaat Bakish.
- 2024- Les feuilles du verger. Séder de Tou BiChevat, 4 pages, Hotsaat Bakish.

## Honneurs
- Chevalier de l'Ordre National du Mérite (2010)[39].
- Ordre des Palmes académiques (France). Officier de l'Ordre des Palmes académiques[40]